# 清水秀一
清水 秀一（しみず ひでかず、1966年（昭和41年）1月1日 - ）は、日本のお天気キャスター、気象予報士、防災士である。新潟県西蒲原郡分水町（現在の燕市）出身。A型。北海道内ではお絵かき気象予報士として知られている。

## 略歴
1966年1月1日、新潟県西蒲原郡分水町（現在の燕市）で生まれる。1984年に新潟県立小出高等学校を、1989年に関西学院大学理学部物理学科を卒業。同年株式会社ウェザーニューズに入社し、気象解説出演、気象番組制作に従事する。2003年には株式会社ウェザーニューズを退社し、2006年からは北海道テレビ放送の『おはよう天気HTB』で気象予報士を担当。後続の『イチモニ!』でも担当し、『イチモニ!』を卒業する2024年9月までの間、18年間にわたりHTBの朝の情報番組の気象予報を担当した。

## 過去の担当番組
- ABC News Report（朝日放送）
- ほくほくテレビ（NHK札幌放送局）[8]
- おはよう天気HTB（北海道テレビ）
- イチモニ!（北海道テレビ） - お天気コーナー担当。

## 著書
- シエラの暮らし 標高4,418メートルでメシを炊く（2004年03月、中西出版）

## 連載
- HO（ぷらんとマガジン社）

## 関連人物

### 気象予報士の資格を持つ新潟県出身の有名人
- 饒村曜 - 新潟市出身の気象庁→ウェザーマップ所属の気象予報士。
- 田辺令吉 - 新潟市生まれ、神奈川県相模原市育ちの元南日本放送アナウンサー、現フリーアナウンサー。
- 梶山修 - 元長崎文化放送アナウンサー、ジョイスタッフ所属のフリーアナウンサー。
- 猪熊隆之 - 村上市生まれ、神奈川県平塚市育ちの気象予報士。
- 西宮七海 - 歌手、タレント。
- 木花牧雄 - 長岡市出身の日本放送協会アナウンサー。

### その他
- 小縣裕介 - 朝日放送アナウンサー。同郷（長岡市生まれ）、かつ関西学院大学を卒業。
- 高山奈々 - 同郷（長岡市出身）のウェザーニューズ所属の気象キャスター。